# داش تبة (مياندوآب)
داش‌ تبة هي قرية في مقاطعة مياندوآب، إيران. عدد سكان هذه القرية هو 1,047 في سنة 2006.